# 聖玫瑰學校

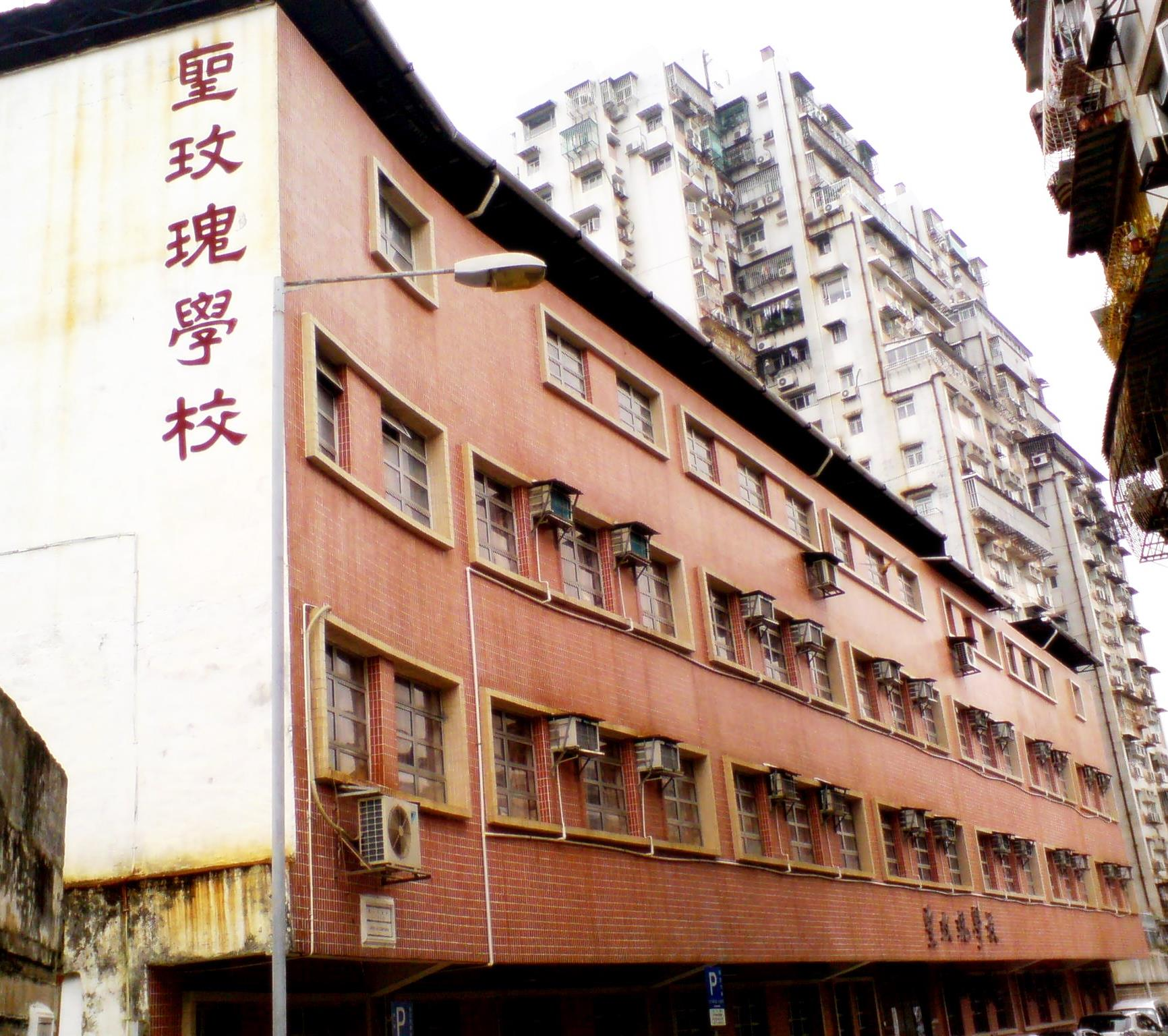
聖玫瑰學校外觀

聖玫瑰學校（葡萄牙語：Escola do Santíssimo Rosário）於1954年成立，由天主教澳門教區持牌；在澳門教育暨青年局註冊的校部編號分別是056。

## 簡史
1954年在R.P.Joaquim Guerra S.I.神父所創立，初時校址設於草堆街五號；1958年3月，天主教澳門教區讓出大三巴街39號及41號地段作教學之用，於是學校搬離舊址，遷往新址。
1966年，戴維理主教（葡萄牙語：D. Paulo J. Tavares）再讓出大三巴街43號作為學校校舍。經過一段時間後，由於學校不斷發展，上述地址已經不足夠使用，於戴維理主教便在學校操場一邊起了一間新樓房代替舊有之大樓。
2016年，聖玫瑰學校停辦，而原址由瑪大肋納嘉諾撒學校用作小學之用。

## 聖玫瑰學校校歌

### 玫瑰頌
可敬聖玫瑰，
人生的寶貴。
春風化雨真，
師訓心敬畏。
德智體美群，
業與德均勻，
愉快學唸如天韻。
真理必尋到，
同硯相引導，
那管艱難困，覓正道，
盡顯忠仁孝，
深念師恩教，
歡頌聖玫瑰學校。